# Wodnicha gładka
Wodnicha gładka (Hygrophorus penarius Fr.) – gatunek grzybów z rodziny wodnichowatych (Hygrophoraceae).

## Systematyka i nazewnictwo
Pozycja w klasyfikacji według Index Fungorum: Hygrophorus, Hygrophoraceae, Agaricales, Agaricomycetidae, Agaricomycetes, Agaricomycotina, Basidiomycota, Fungi.
Synonimy:
- Limacium penarium (Fr.) Wünsche 1877

Nazwę polską nadała w 1997 r. Barbara Gumińska, Stanisław Domański w 1955 r. opisywał ten gatunek pod nazwą oślaz suchy.

## Morfologia
Kapelusz
Średnica 6–13 cm, za młodu półkulisty z podwiniętym brzegiem, później łukowaty, w końcu rozpostarty z tępym i szerokim garbem. Początkowo mają powierzchnię białą lub z odcieniem kości słoniowej, potem kremową z ochrowo-pomarańczowym odcieniem, na starość znów stają się białe lub śmietankowe.
Blaszki
Zbiegające, rzadkie, grube, początkowo białe, potem kremowożółte.
Trzon
Gruby, pełny, walcowaty, pod kapeluszem nieco grubszy, podstawa zaostrzona, powierzchnia gładka, sucha, o barwie od białej do kremowej.
Miąższ
Gruby, zwarty, o niewyraźnym zapachu i przyjemnym smaku.
Cechy mikroskopijne
Wysyp zarodników biały. Zarodniki owalne, eliptyczne lub jajowate 6–9 × 4–5,5 μm z jedną gutulą i dużym dzióbkiem. Podstawki 40–55 × 7–9 μm, półmaczugowate, 4-zarodnikowe, czasami 2- zarodnikowe, o rozmiarach 40–100 × 2–5 μm.

## Występowanie i siedlisko
Wodnicha gładka występuje głównie w Europie, poza nią znana jest tylko w Kolumbii  Brytyjskiej (Kanada) i jednym miejscu w Australii. W piśmiennictwie naukowym na terenie Polski do 2003 r. notowana na pięciu stanowiskach. Jej rozprzestrzenienie i stopień zagrożenia w Polsce nie są znane. Wymieniona jest na liście gatunków zagrożonych w Anglii, Estonii i Norwegii.
Siedlisko: w lasach liściastych, w cieplejszych buczynach i grądach na nizinach i terenach pagórkowatych. Owocniki pojawiają się wiosną i jesienią.

## Gatunki podobne
Najbardziej podobna jest wodnicha biała (Hygrophorus eburneus). Jest cała biała lub w kolorze kości słoniowej, bez kremowych i ochrowych odcieni, ponadto ma śluzowaty trzon. Gąska gołębia (Tricholoma columbetta) odróżnia się białymi i niezbiegającymi blaszkami, oraz jedwabiście włóknistym kapeluszem.